# Indian Journal of Chemistry
Das Indian Journal of Chemistry (abgekürzt Indian J. Chem.) ist eine wissenschaftliche Fachzeitschrift, die monatlich im Peer-Review-Verfahren als Open-Access-Zeitschrift beim National Institute of Science Communication and Policy Research des Council of Scientific and Industrial Research erscheint. Die Zeitschrift behandelt Themen aus dem Bereich der Chemie und erschien erstmals 1963. Sie ging aus dem Journal of Scientific and Industrial Research hervor und wurde 1976 in das Indian Journal of Chemistry A und das Indian Journal of Chemistry B aufgeteilt. Erst 2022 wurden die beiden Zeitschriften wieder zusammengelegt. Veröffentlicht werden Beiträge aus den Bereichen Anorganische Chemie, Festkörperchemie, Photochemie, Thermodynamik, Spektroskopie, Elektrochemie, Theoretische Chemie, Chemoinformatik, Organische Chemie, Medizinische Chemie, Naturprodukte, Analytische Chemie und Materialchemie. Chefredakteur ist Goverdhan Mehta von der University of Hyderabad.